# Arena Lwów
Arena Lwów (ukr. Арена Львів, Arena Lwiw) – stadion we Lwowie, na którym zostały rozegrane trzy mecze grupowe Euro 2012.
Przygotowywanie terenu rozpoczęło się w listopadzie 2008, natomiast fundamenty rozpoczęto wylewać 20 stycznia 2009 roku.
Pierwszy przetarg na budowę wygrała ALPINE Bau GmbH, jednak z powodu rozbieżności finansowych między firmą a miastem Lwów zrezygnowała.
Generalnym wykonawcą zostało ukraińskie Przedsiębiorstwo Projektowo-Budowlane Azowinteks S.A. z siedzibą w Mariupolu.
W związku z dużymi opóźnieniami w budowie 30 marca 2010 wicepremier Ukrainy ds. Euro 2012 Borys Kołesnikow poinformował iż nowym wykonawcą budowy lwowskiego stadionu będzie doniecka firma Altkom. Stadion został otwarty 29 października 2011 roku.
Od sezonu 2014/2015 do zimowej przerwy sezonu 2016/2017 swoje spotkania rozgrywała na tym stadionie drużyna Szachtara Donieck.
Stadion położony jest 7,5 km w linii prostej na południe od centrum (rynku) Lwowa.

Infrastruktura wokół stadionu we Lwowie
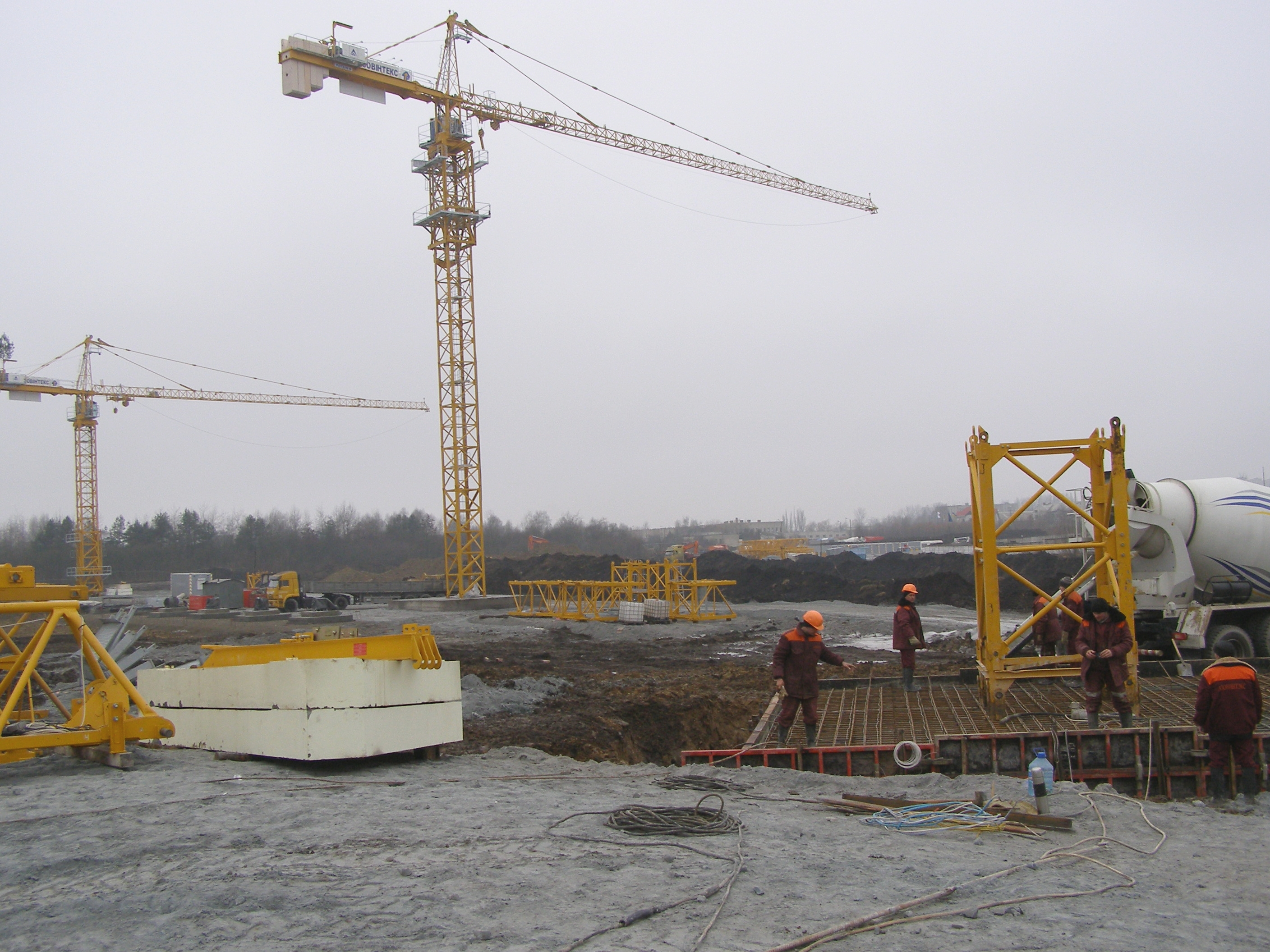
Wylewanie fundamentów na budowie stadionu

## Mecze Euro 2012
Podczas Mistrzostw Europy w 2012, które odbyły się w Polsce oraz na Ukrainie na stadionie rozegrano trzy mecze fazy grupowej.
| Nr | Rodzaj rozgrywek | Data i godzina CEST   | Drużyna 1 | Wynik | Drużyna 2  | Strzelcy bramek                                                | Frekwencja |
| -- | ---------------- | --------------------- | --------- | ----- | ---------- | -------------------------------------------------------------- | ---------- |
| 1  | ME 2012 Grupa B  | 9 czerwca 2012 20:45  | Niemcy    | 1:0   | Portugalia | Mario Gómez                                                    | 32 990     |
| 2  | ME 2012 Grupa B  | 13 czerwca 2012 18:00 | Dania     | 2:3   | Portugalia | Nicklas Bendtner (2x) – Pepe, Hélder Postiga, Silvestre Varela | 31 840     |
| 3  | ME 2012 Grupa B  | 17 czerwca 2012 20:45 | Dania     | 1:2   | Niemcy     | Michael Krohn-Dehli – Lukas Podolski, Lars Bender              | 32,990     |